# Università statale di Mosca
L'Università statale Lomonosov di Mosca (in russo Московский государственный университет имени М. В. Ломоносова, МГУ?, Moskovskij gosudarstvennyj universitet imeni M. V. Lomonosova, MGU), fondata nel 1755, è la più grande e importante università della Russia.
Essa ospita circa 47 000 studenti, a fronte di un corpo docente di circa 5 500 persone. L'attuale rettore è Viktor Sadovničij.

## Storia
L'Università venne fondata dall'imperatrice Elisabetta di Russia, che, con decreto del 25 gennaio 1755, accolse le istanze di Ivan Šuvalov e Michail Lomonosov. Le prime lezioni si tennero il 26 aprile dello stesso anno.
Situata originariamente sulla Piazza Rossa, fu trasferita nell'attuale sede neoclassica di via Mochovaja sotto il regno di Caterina II di Russia (1762–1796). L'edificio principale fu costruito tra il 1782 e il 1793, per poi essere interamente ristrutturato dopo l'incendio di Mosca del 1812 da Domenico Gilardi.
Nel XVIII secolo l'Università contava tre facoltà: filosofia, giurisprudenza e medicina. Quest'ultima fu articolata nel 1804 in tre distinte facoltà: medicina clinica, chirurgia e ostetricia. Tra il 1884 e il 1897 il Dipartimento di Medicina fece costruire un vasto campus a Devič'e pole, che nel 1918 fu separato dall'Università e successivamente affidato all'Accademia medica di Mosca.
Nel 1905 nell'Università moscovita si costituì un'organizzazione socialdemocratica che sosteneva la necessità di destituire lo zar e trasformare la Russia in una repubblica. Il governo zarista dispose ripetutamente la chiusura dell'Università e l'espulsione di migliaia di studenti. Nel 1911 centotrenta professori e scienziati, tra cui Nikolaj Dmitrievič Zelinskij, Pëtr Nikolaevič Lebedev e Sergej Alekseevič Čaplygin, rassegnarono le dimissioni come protesta contro l'occupazione del campus da parte delle truppe armate.
Dopo la rivoluzione d'ottobre, l'Università venne aperta anche ai figli dei proletari e dei contadini. Nel 1919 fu istituita un'apposita struttura per la formazione dei proletari, allo scopo di permettere loro di superare gli esami di ammissione.
Nel 1940 l'Università di Mosca fu intitolata al suo fondatore Michail Lomonosov.
Durante la seconda guerra mondiale, gruppi di studenti e professori si arruolarono volontari nell'esercito e una divisione formata da studenti dell'Università combatté eroicamente per la difesa di Mosca. Poiché il rischio di una presa della capitale da parte dei tedeschi era notevole, professori, studenti e impiegati universitari furono evacuati prima a Aşgabat, in Turkmenistan, poi a Sverdlovsk. L'Università tornò a Mosca solo nel 1943, quando le truppe tedesche furono allontanate a sufficienza dalla città.
Nel corso della guerra, l'Università continuò comunque a formare oltre 3 000 studenti e non interruppe le ricerche scientifiche.
Nel dopoguerra vennero incrementati i fondi a disposizione dell'ateneo e, tra il 1948 e il 1953, fu costruito un nuovo complesso universitario a Vorob'ëvy gory sotto la direzione dell'architetto Lev Rudnev, al quale nel 1949 venne assegnato il Premio Stalin per la progettazione dell'edificio principale. Il nuovo campus era dotato di aule e di laboratori equipaggiati con i migliori strumenti disponibili all'epoca.
Dopo il 1991, sono state fondate nove nuove facoltà. Dal 1992, l'Università è finanziata direttamente dal bilancio dello Stato, quindi non dipende più neppure finanziariamente dal Ministero dell'educazione. Nel 1999 si è staccato dall'Università l'Istituto Pushkin.

## Il campus

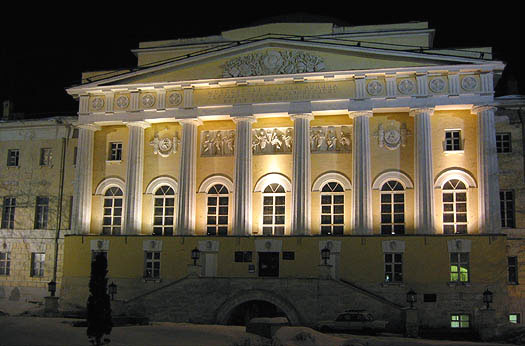
L'edificio di via Mochovaja ospita oggi le facoltà di giornalismo e psicologia.

Nel secondo dopoguerra Stalin ordinò la costruzione di sette torri, le cosiddette Sette Sorelle attorno a Mosca. La più alta di tali costruzioni (240 m, per trentasei piani) fu adibita a sede principale dell'Università di Mosca.
La torre dell'Università era, al tempo della sua costruzione, la più alta costruzione al mondo fuori dall'area di New York e restò il più alto edificio d'Europa sino al 1991, anno in cui fu completata la Messeturm di Francoforte sul Meno.
L'edificio conta oltre 5 000 stanze, affacciate su circa 33 km di corridoi. Ospita, tra l'altro, un teatro, una sala per concerti, un museo, molti servizi amministrativi, una biblioteca, una piscina, una stazione di polizia, un ufficio postale, una lavanderia e una banca.
Il campus di Vorob'ëvy gory è stato nel tempo ingrandito e vi sono stati costruiti vari impianti sportivi, tra cui l'unico campo da baseball esistente in Russia. Un nuovo edificio è stato costruito di recente per ospitare la biblioteca, che è la prima biblioteca russa per numero di volumi.
Lo storico edificio di via Mochovaja ospita oggi le facoltà di giornalismo e psicologia, oltre all'istituto di studi asiatici e africani.